# チェンマイ・ラチャパット大学
チェンマイ・ラチャパット大学（英語: Chiang Mai Rajabhat University、公用語表記: มหาวิทยาลัยราชภัฏเชียงใหม่）は、タイ王国チエンマイ県に本部を置くタイ王国の大学。1924年創立、1924年大学設置。
タイ王国に40校存在するラチャパット大学のうちの一つである。

## 概要
1924年に農業教員の養成を目的として設立された。

### 教育学部
学校設立当初の学部であり、教育実習の設備を有する。

### 人文・社会科学部
人文科学と社会科学の双方を扱う学部。留学が活発である。

### 商学部
社会科学の一分野でもあるが、企業経営、会計、経済学を扱う。

### 農学部
農業技術を扱うほか、植物や動物に関する学問も扱う。